# 马科曼尼
马科曼尼是一个日耳曼人的部落联盟，最终在多瑙河北岸，现波希米亚地区形成一个强大的王国，与罗马帝国强盛阶段处于同一时期。根据古希腊历史学家塔西陀和斯特拉波，他们是苏维汇人。